# Julius Pazzani
Julius Pazzani (Brno, 14 juni 1841 - Amsterdam, 21 oktober 1888) was een ingenieur.
Hij werd geboren in het toenmalige Brunn, dat gelegen was binnen Markgraafschap Moravië in 1867 opgaand in de Dubbelmonarchie Oostenrijk-Hongarije. Zijn vader had zich als Griek laten naturaliseren. Hijzelf was getrouwd met Eliza/Elise Bengough uit Wenen. Het gezin had volgens het Bevolkingsregister van 1874-1893 zes kinderen en was woonachtig op Sarphatikade 10 en was in mei 1884 overgekomen uit Rotterdam.
Hij kreeg zijn opleiding aan het Keizerlijke Polytechnickum in Wenen. Na die studie trad hij in dienst bij de Britse Imperial Continental Gas Association; hij begon onder aan de ladder (junior assistent) bij de fabriek in Erdberg. In 1868 was hij opgeklommen tot ingenieur van de Belvedere-fabriek van dezelfde firma, de fabriek die hij geheel zou  reorganiseren. In 1880 werd hij overgeplaatst naar Rotterdam; hij was toen hoofdingenieur. Hij begeleidde de herbouw van de fabriek in Delfshaven (Rotterdamsche Gasfabriek, Scheepstimmermanslaan, Rotterdam). In 1884 volgde Amsterdam, waar hij verantwoordelijk was voor de inrichting en werking van de Westergasfabriek en Zuidergasfabriek. Hij moest daarbij meer praten dan ontwerpen; hij moest concurreren met andere gasfabrieken.
Hij overleed aan een beroerte in de nacht van 20 op 21 oktober 1888.
Stadsdeel Westerpark vernoemde op 24 maart 1998 een straat naar hem, uiteraard op de terreinen van de voormalige Westergasfabriek. 